# Corepíscopo
El título corepíscopo o corobispo (del latín chorepiscŏpus, y este del griego χωρεπίσκοπος) se refiere al prelado encargado de inspeccionar o regir los territorios o cantones constituidos en el distrito de cada ciudad como delegado del obispo. Se crearon en los primeros tiempos de la Iglesia cristiana como consecuencia de la multiplicación de los fieles, cuando el obispo ya no podía atender todas las comunidades. Por eso se creyó necesario dividir las parroquias extensas en otras menores y poner en cada una de ellas un prelado que la administrará bajo la dependencia del obispo de la ciudad.
Actualmente es un título honorífico sin función territorial en la Iglesia latina, pero que está en uso en algunas Iglesias orientales católicas y en varias Iglesias ortodoxas.
El corobispo, al contrario que el obispo, está el frente de una parroquia y no de una diócesis, y tampoco puede ordenar clérigos.